# Luis Miguel Aparisi Laporta
Luis Miguel Aparisi Laporta (Valencia, 1943-Madrid, 8 de noviembre de 2023) fue un historiador español, especializado en temas madrileños. Fue académico correspondiente de la Real Academia de la Historia y miembro numerario del Instituto de Estudios Madrileños.

## Biografía
Nació en Valencia, pero se trasladó de niño a Madrid con su familia. Obtuvo la licenciatura en Ingeniería de Telecomunicación e ingresó posteriormente en la dirección de Ingeniería de Televisión Española, en la que permaneció hasta 2002. Fue también profesor de Tecnología Electrónica en el Instituto Virgen de la Paloma. Durante esta época escribió varios libros de Electrónica de Comunicaciones.
A pesar de su formación y trayectoria profesional fundamentalmente tecnológica, orientó su carrera hacia el estudio de la historia de Madrid. Entre sus obras destacan Toponimia madrileña: proceso evolutivo —el producto de una investigación de catorce años en el que registró más de 20 000 topónimos de la ciudad de Madrid, que se publicó en forma de libro en 2001— y El Cementerio de La Florida. Fusilamientos del Tres de Mayo de 1808 —obra de 2008 en la que, después de analizar casi 8000 documentos del Archivo de la Villa identificaba a diez de las cuarenta y tres personas enterradas en el cementerio de la Florida después de ser arcabuceadas por las tropas de Napoleón el 3 de mayo de 1808 en la montaña del Príncipe Pío—.
En 1986 fue nombrado miembro colaborador del Instituto de Estudios Madrileños. Diez años después llegó a miembro numerario. En 1998 fue elegido miembro de la junta de gobierno de dicho instituto, con el cargo de administrador. Ocupó este puesto hasta 2013. Es académico correspondiente de la Real Academia de la Historia (desde 2007) y comendador de la Orden de la Cruz del Sur brasileña.
Recibió varios premios, como el Villa de Madrid en la modalidad de Investigación Histórica, «Antonio Maura», de 1997, otorgado por el Ayuntamiento de Madrid por su trabajo sobre la evolución de la toponimia madrileña (que sería publicado posteriormente como Toponimia madrileña: proceso evolutivo), o el de Urbanismo, Arquitectura y Obra Pública del Ayuntamiento de Madrid en el apartado de Historia e Investigación Urbana en 2002 y en 2004, ex-aequo, por La Casa de Campo. Historia documental. Fue vocal del consejo editorial de la revista Madrid Histórico, publicada por Ediciones La Librería, en la que colaboraba de forma fija.
Era viudo de Araceli Guardiola, con quien tuvo cinco hijos.

## Obras
- Madrid en sus animales, Rubiños-1860 (1999),
- Toponimia madrileña: proceso evolutivo, Gerencia Municipal de Urbanismo. Los tomos I, Nomenclátor, y II, Apéndices, aparecieron en 2001; el tomo III, compuesto por diversos apéndices apareció en años sucesivos: Apéndices de actualización, años 2001/2002 (2003), Apéndices de actualización, años 2003/2004 (2005), Apéndices de actualización, años 2005/2006 (2007), Apéndices de actualización, años 2007/2010 (2011),
- Bibliografía general del Instituto de Estudios Madrileños, Instituto de Estudios Madrileños (2001),
- La Casa de Campo: historia documental, Lunwerg, Área de Medio Ambiente del Ayuntamiento de Madrid (2003),
- El plano de Pedro Teixeira, trescientos cincuenta años después, Ayuntamiento de Madrid (2007),[9]
- El Cementerio de La Florida. Fusilamientos del Tres de Mayo de 1808, Instituto de Estudios Madrileños – Ediciones La Librería (2008),
- La Casa de Campo. De bosque real a parque madrileño, Amberley (2009),
- Madrid centro a través del tiempo, Amberley (2010).

También colaboró en la elaboración del Diccionario Biográfico Español, de la Real Academia de la Historia, con las biografías de José Luis Arrese y Magra, Isidro Gomá y Tomás, José Gragera y Herboso, Emilio Laíz Campos, Francisco de Asís Méndez Casariego, Diego Méndez González, Luis Moya Blanco, Marcelino Olaechea Loizaga, Antonio Ortiz Echagüe, Arturo Reque Meruvia, Federico Carlos Sainz de Robles y Marcelo Usera Sánchez.